# Bor (Serbia)
Bor (in serbo Бор?) è una città e un comune serbo, nonché capoluogo del distretto di Bor nel nord-est della Serbia Centrale. Nei suoi dintorni è situata una tra le più grandi miniere di rame di tutta Europa. Bor è infatti un importante centro minerario e industriale, con un elevato sviluppo metallurgico.

## Storia
Durante l'occupazione nazista della Serbia venne deportato nel lager centrale di Bor il poeta ungherese Miklós Radnóti (1909 - 1944), che a Bor scrisse gran parte delle sue poesie, ritrovate in un taccuino nascosto nella tasca del suo impermeabile, quando i suoi resti furono riesumati e identificati proprio grazie a quel quadernetto, noto da allora come "il taccuino di Bor".

## Società

### Evoluzione demografica
La città fu fondata nel 1945 ma l'insediamento di Bor esisteva già dal 1800 circa. Oggi conta 30.895 abitanti adulti, e sono presenti circa 14.044 famiglie. Il numero medio di componenti per famiglia è di 2,80. Bor è abitata in maggioranza da serbi, ma è presente anche un gran numero di minoranze etniche.
La composizione etnica della città, secondo un censimento del 2002, è la seguente:
- Serbi - 32.785 (83,23%)
- Valacchi - 2.352 (5,97%)
- Rom - 1.216 (3,08%)
- Macedoni - 507 (1,28%)
- Iugoslavi - 251 (0,63%)

## Municipalità
La municipalità di Bor comprende la città di Bor e i seguenti villaggi:
- Brestovac
- Bučje
- Donja Bela Reka
- Gornjane
- Krivelj
- Luka
- Metovnica
- Oštrelj
- Šarbanovac
- Slatina
- Tanda
- Topla
- Zlot

## Galleria d'immagini

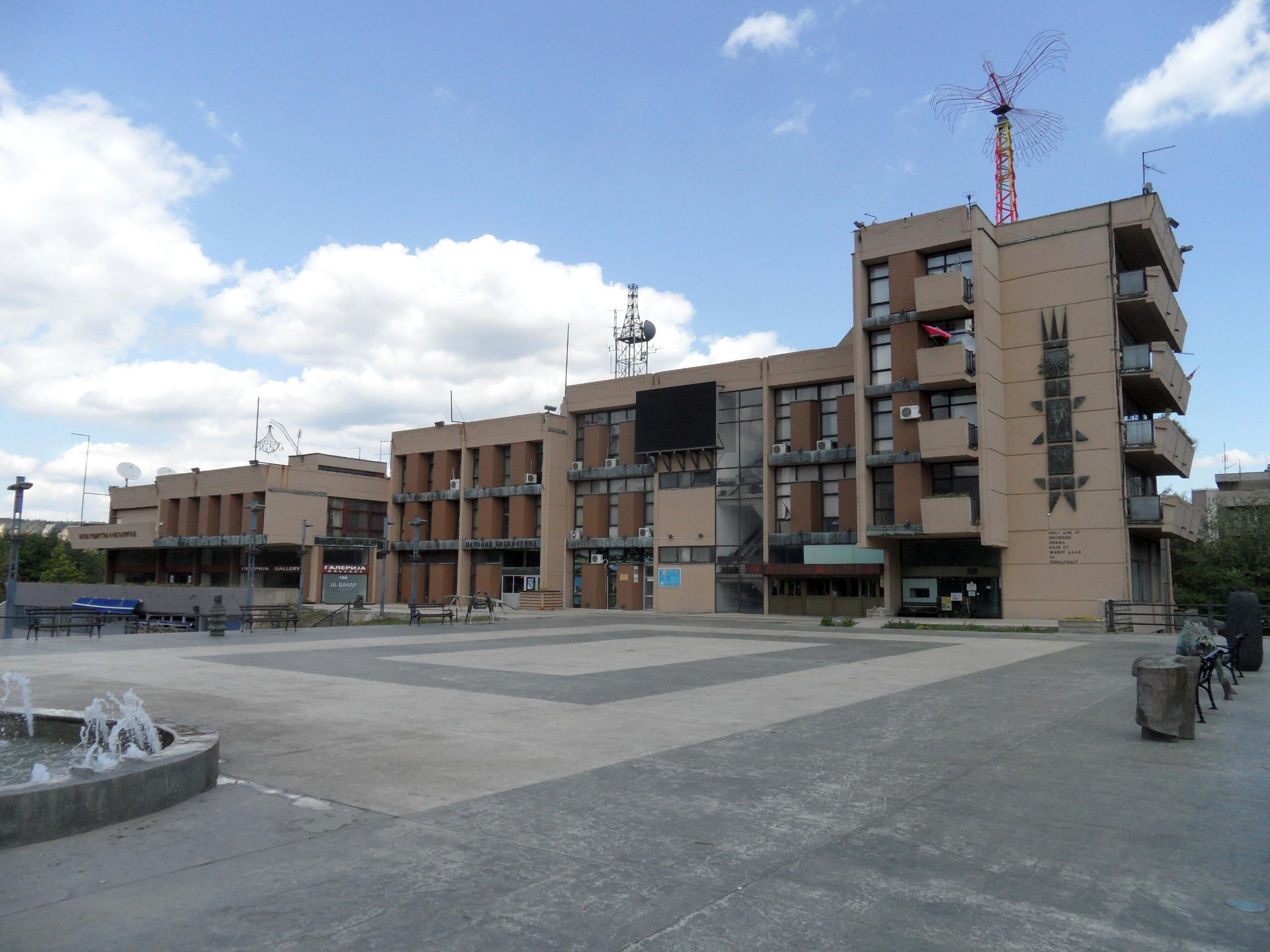
Centro culturale
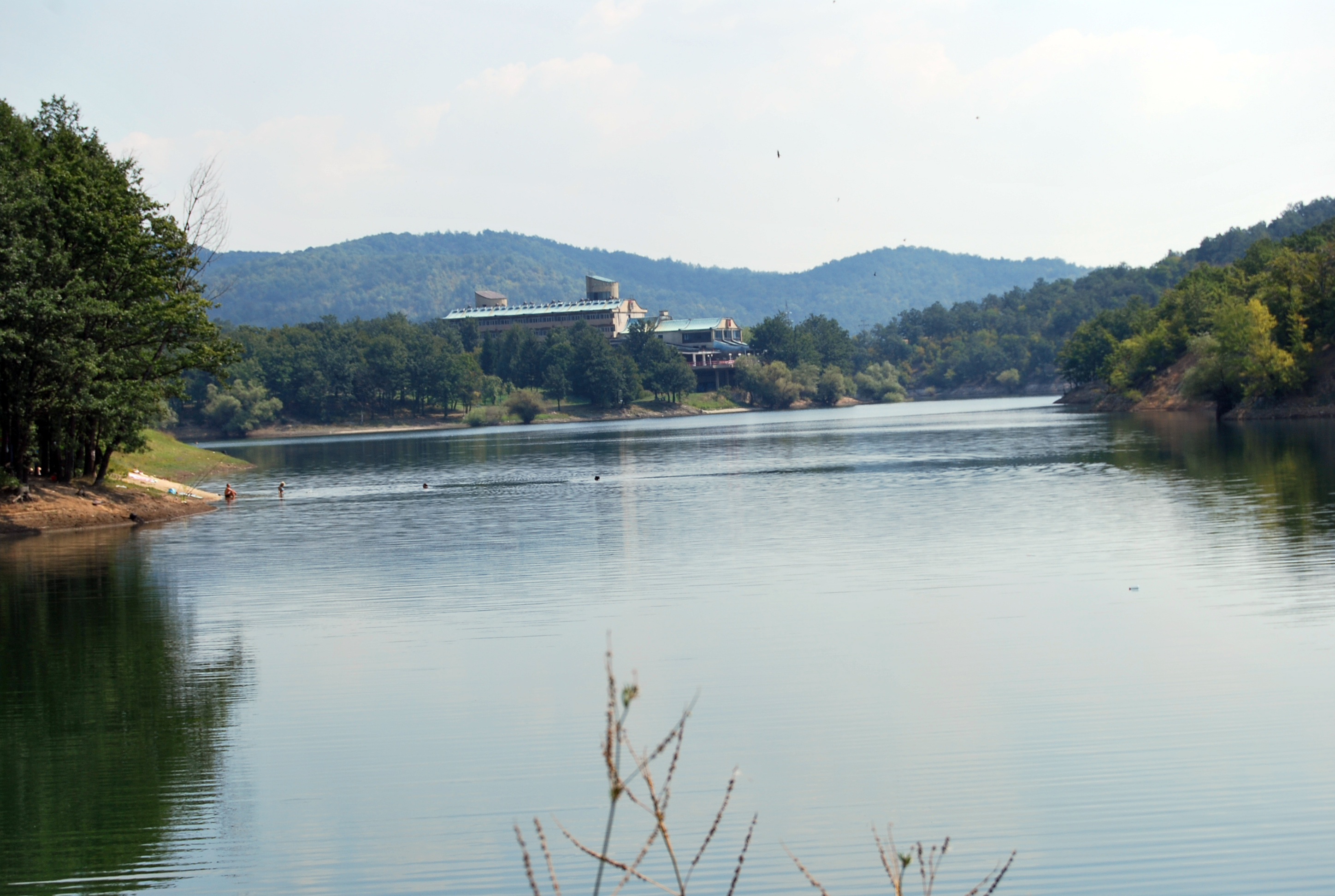
Lago di Bor
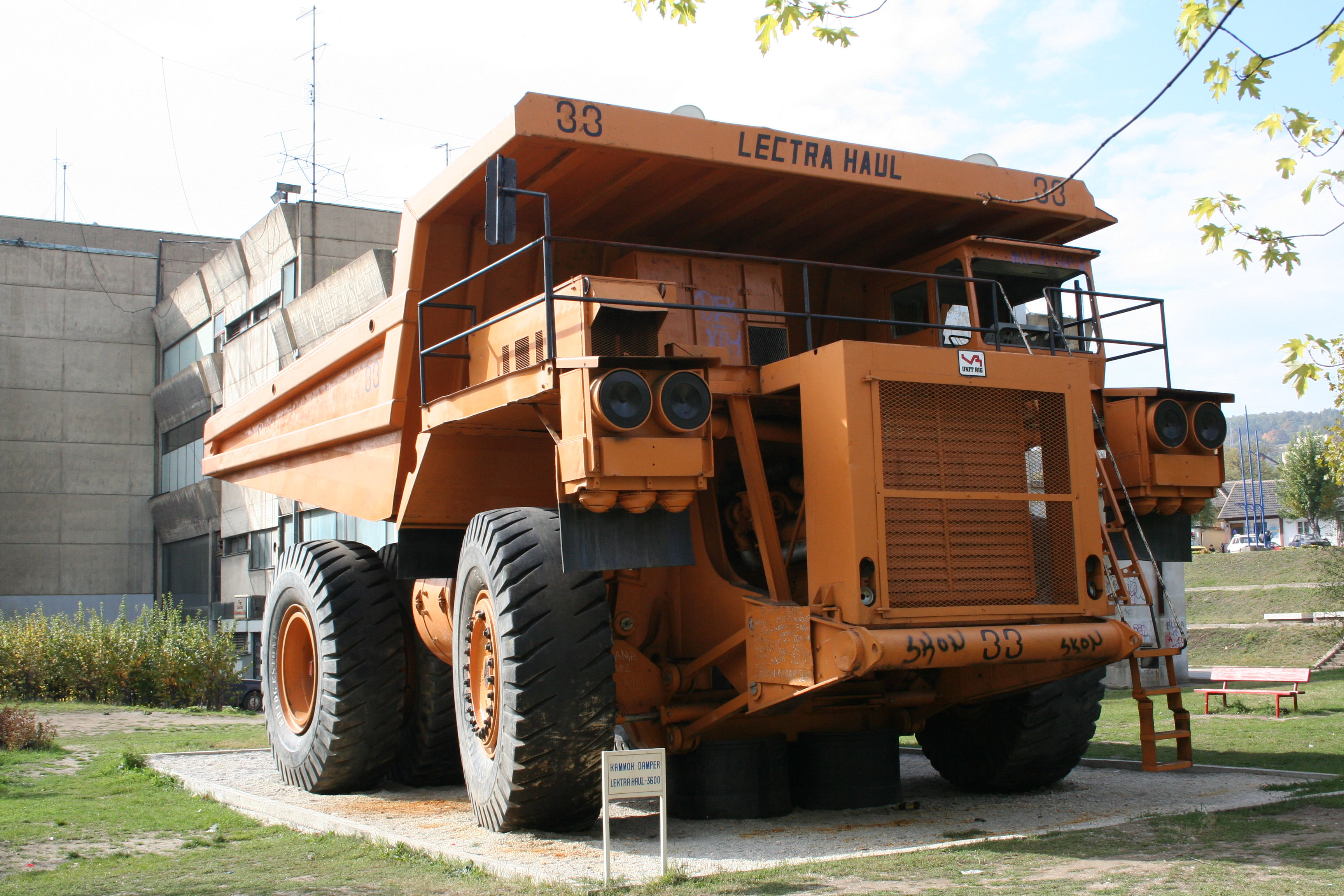
Veicolo Lectra Haul
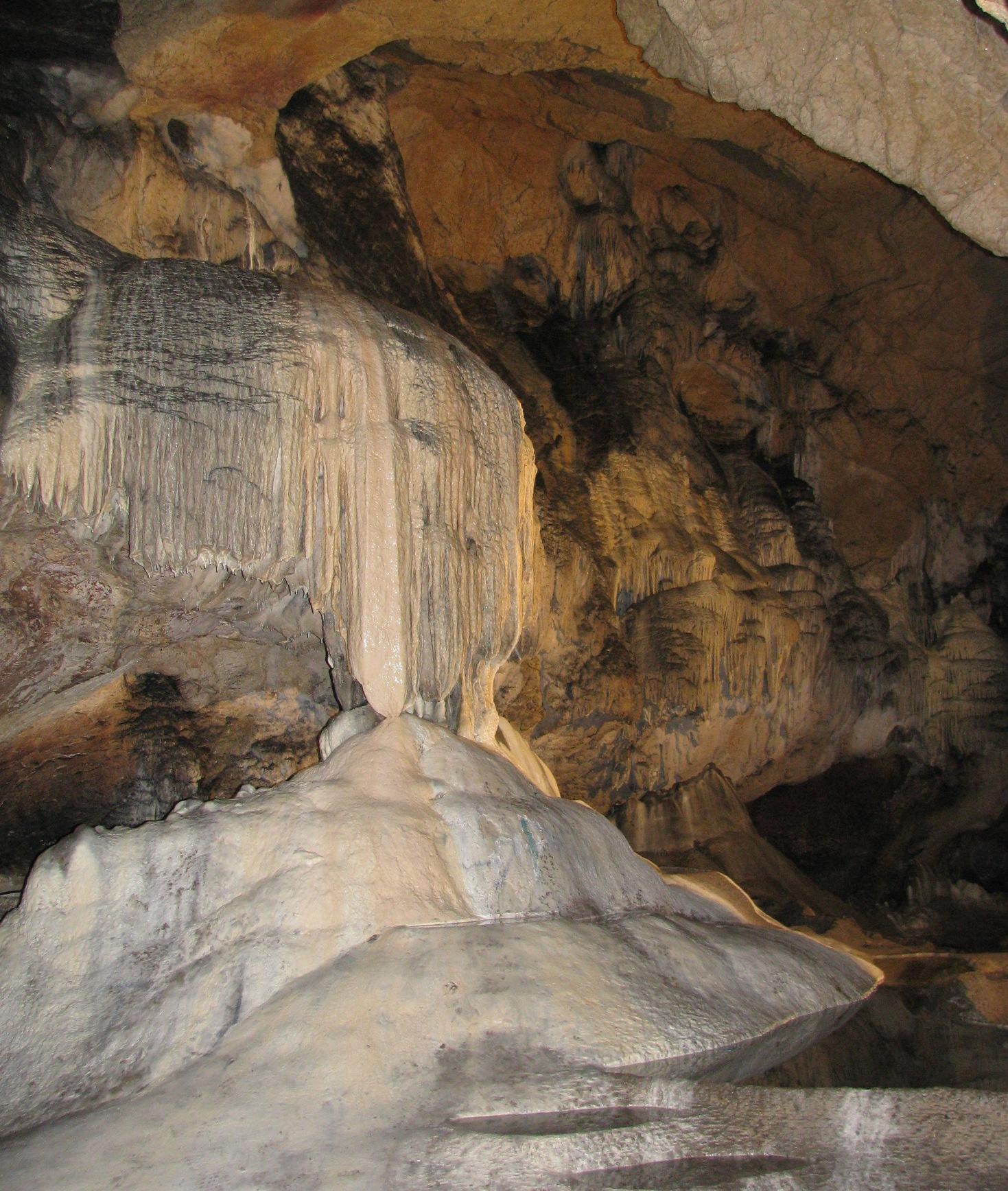
Grotta di Lazareva